# Hallertau

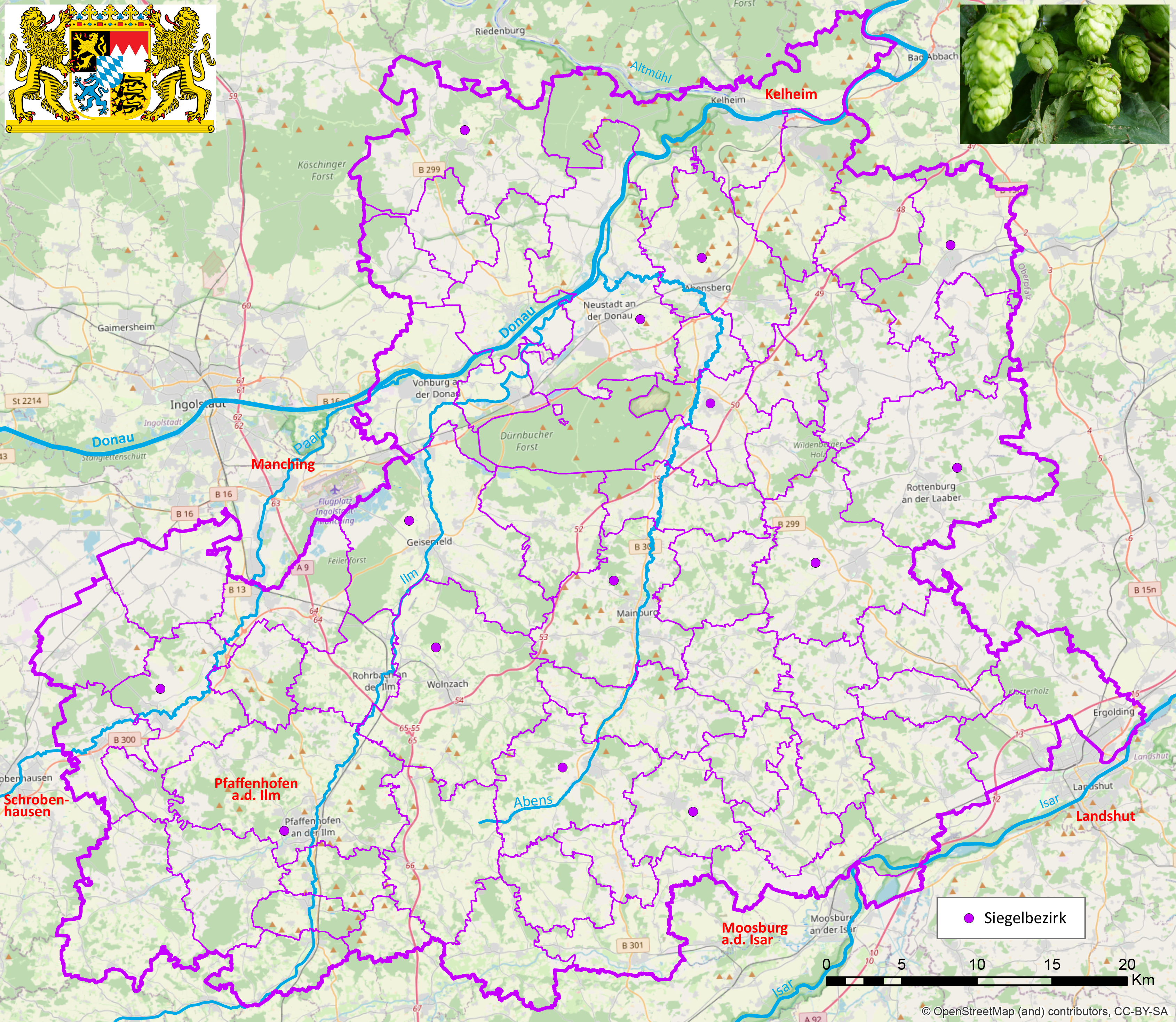
Ausdehnung der Hallertau

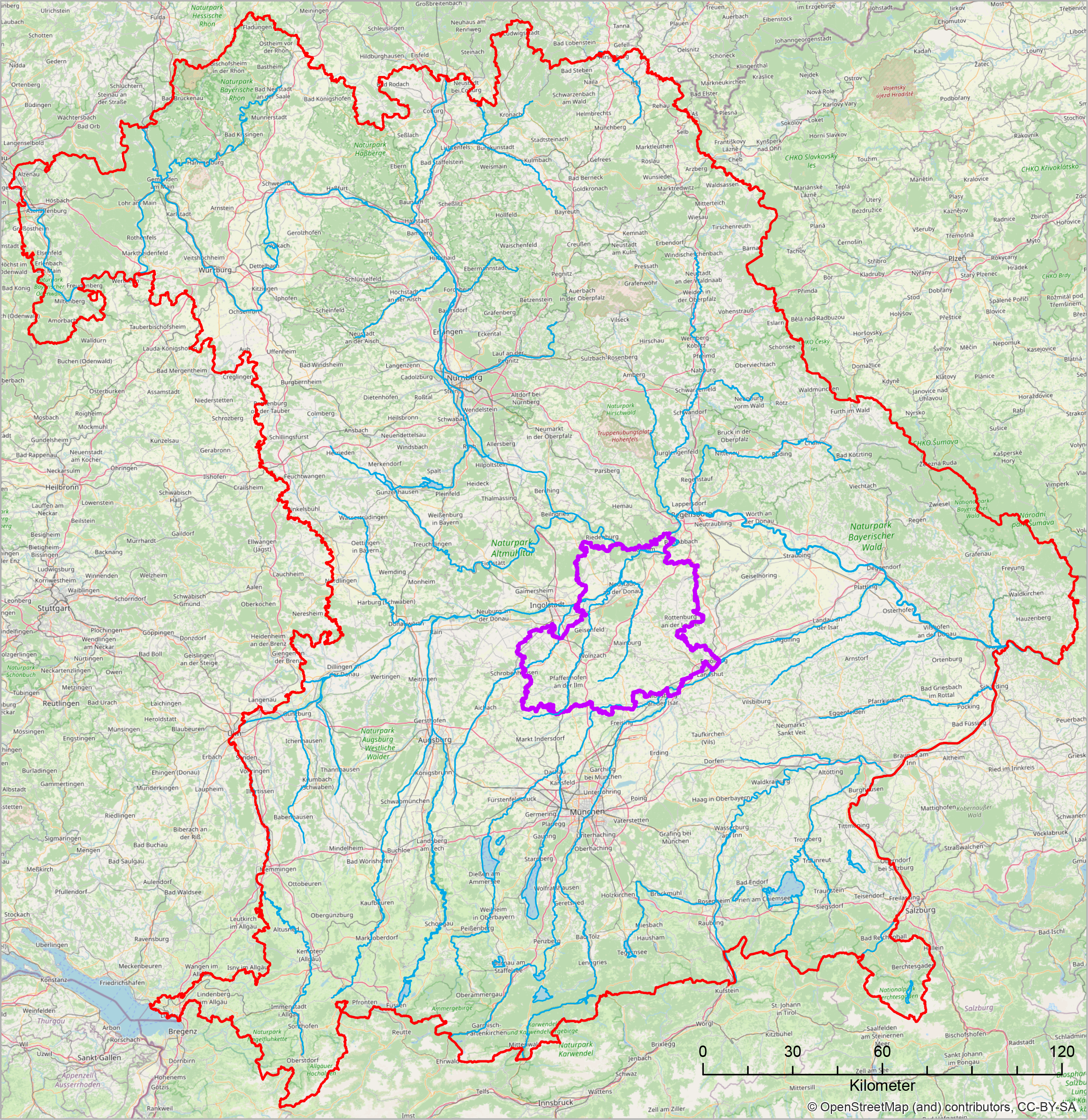
Lage der Hallertau in Bayern

Die Hallertau (auch Holledau oder Hollerdau) ist eine Kulturlandschaft in Bayern.
Sie ist mit 2.400 km² das größte zusammenhängende Hopfenanbaugebiet der Welt. Hier wurden 2016 rund 86 % des deutschen und rund 34 % des weltweit verarbeiteten Hopfens produziert.

## Geografie und Geologie

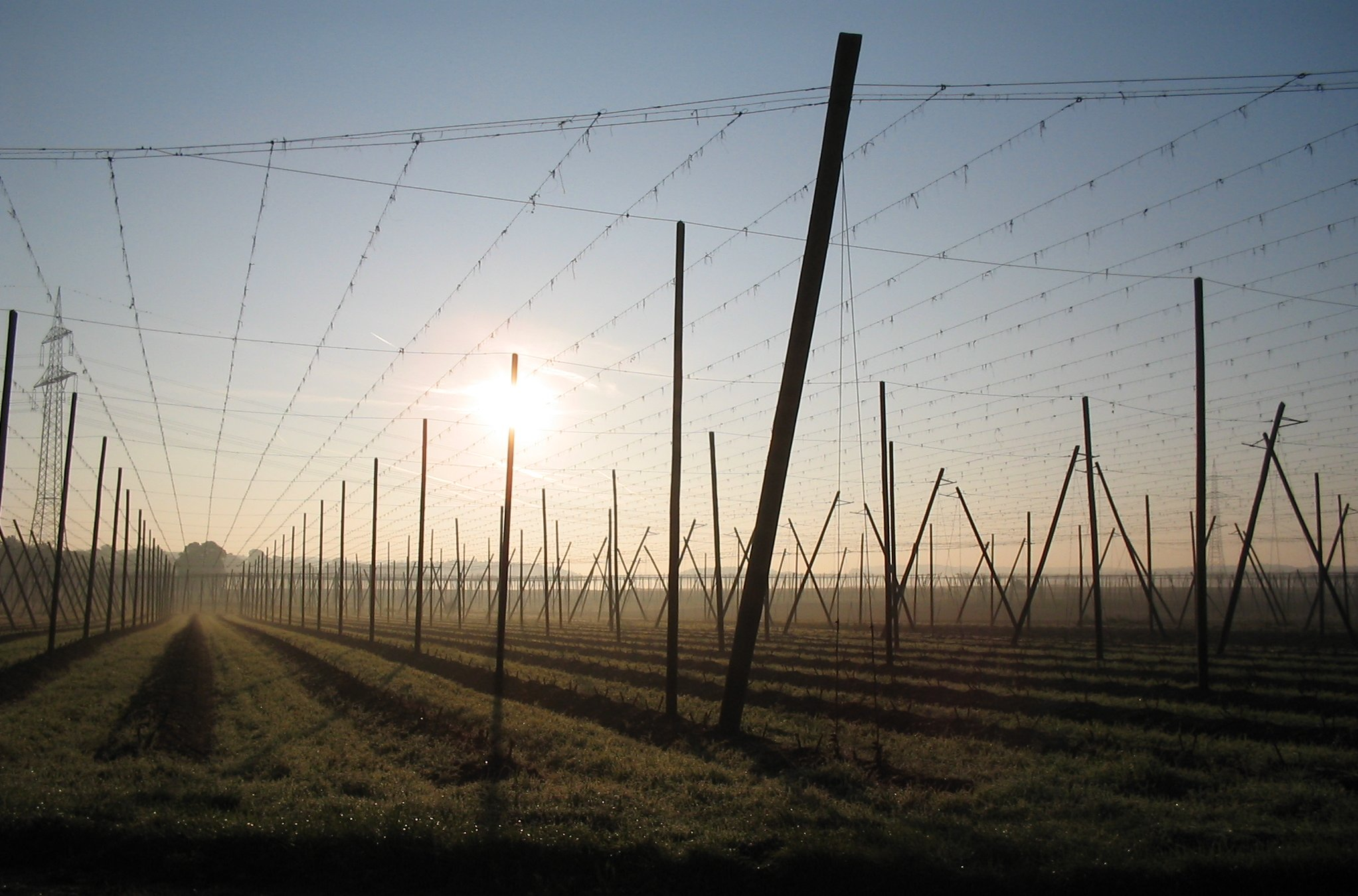
Sonnenaufgang über abgeernteten Hopfengärten

Die Hallertau erstreckt sich über die bayerischen Regierungsbezirke Ober- und Niederbayern auf Teile der Landkreise Pfaffenhofen, Freising, Kelheim, Landshut, Eichstätt und Neuburg-Schrobenhausen.
Die Grenze der Hallertau ergibt sich aus einer Rechtsvorschrift des Freistaates Bayern. Einen groben Rahmen bilden die Städte Ingolstadt, Kelheim, Landshut, Moosburg, Freising und Schrobenhausen. Die Gesamtfläche der Hallertau beträgt circa 2.400 km², sie erstreckt sich in Ost-West-Richtung maximal 65 km und ist in Nord-Süd-Richtung bis zu 50 km breit. Sie grenzt im Norden an den Oberpfälzer Jura, im Osten an den Gäuboden, im Süden an die Mooslandschaft um Erding und Freising und im Westen an das Donaumoos.
Die südlichen Begrenzungen der Hallertau entspricht ungefähr dem Verlauf von Glonn, Amper und Isar, die nördliche Grenze ist ungefähr die Donau, seit der Eingliederung des Siegelbezirks Altmannstein wird aber auch nördlich der Donau Hallertauer Hopfen angebaut. Die rechten Donau-Nebenflüsse Paar, Ilm, Abens und Große Laber sowie die Kleine Laber durchfließen das Gebiet.
Die höchsten Erhebungen in der Hallertau befinden sich laut amtlicher topografischer Karte mit 534 m ü. NHN nordwestlich von Osseltshausen, mit 533 m ü. NHN in Schweitenkirchen sowie mit 531 m ü. NHN nördlich von Winden (westlich von Schweitenkirchen).
Naturräumlich gehört die Hallertau zum größten Teil zum Donau-Isar-Hügelland, das erdgeschichtlich dem Tertiären Hügelland zuzuordnen ist und während des Pleistozäns nicht mit Eis bedeckt war. Die obersten Ablagerungen, die unter der Bodenkrume liegen, sind Süßwasserablagerungen aus dem Miozän.

## Namenserklärungen

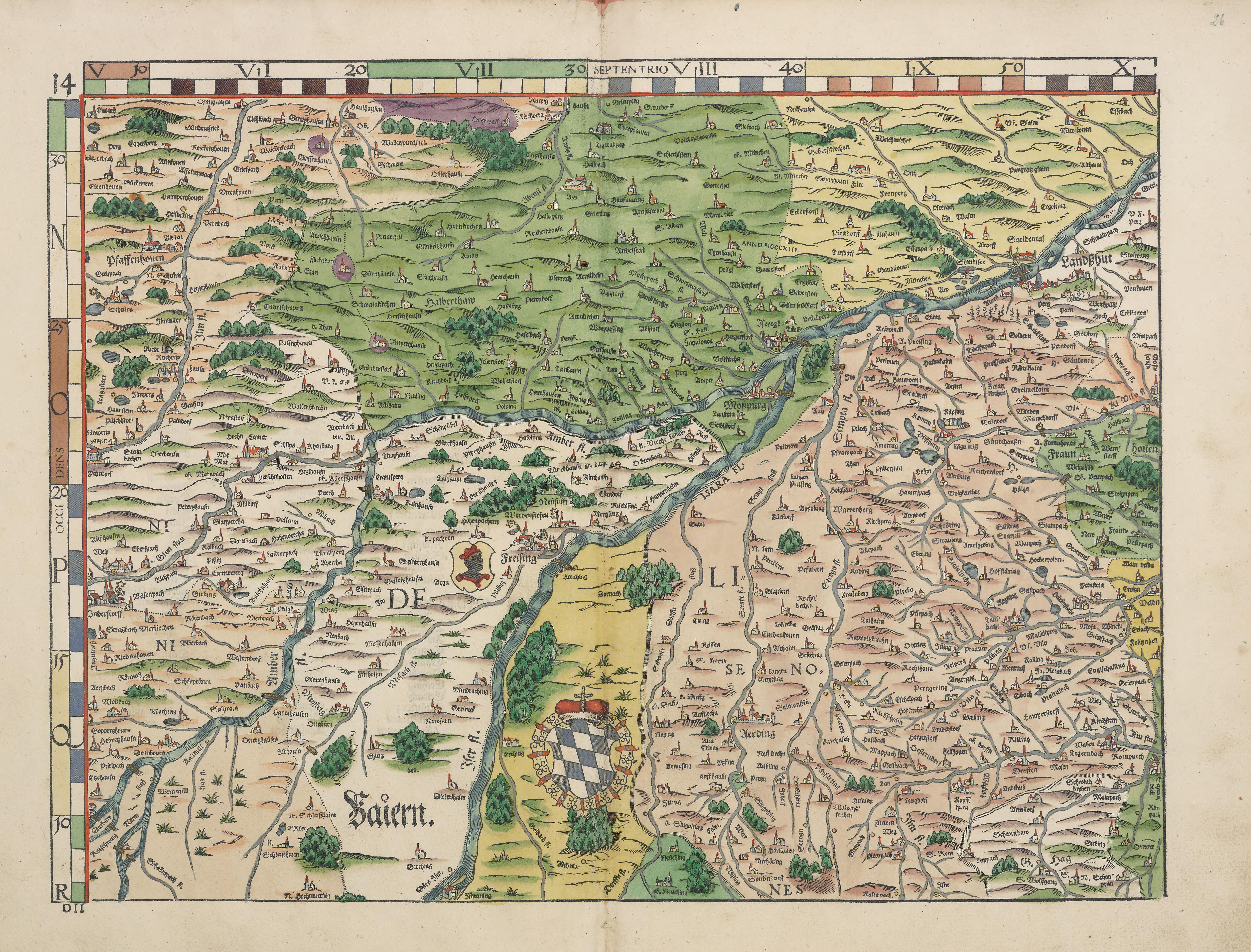
Halberthaw, im westlichen Teil des damaligen Landgerichts Moßpurg auf der Landtafel 14 von Philipp Apian (1568) (grün eingefärbt)

Die ursprüngliche Bedeutung des seit dem 14. Jahrhundert gebräuchlichen Namens ist nicht völlig geklärt. Am wahrscheinlichsten ist die Zusammensetzung aus den althochdeutschen Wörtern „Hardt“ (= Wald) und „hall“, ablautend von „helan“ (= verbergen, hehlen), zu „Hal hart“, also einem Wald, der sein Inneres verbirgt, ein wilder Urwald, dem noch der Flurname „Au“ angehängt wurde. Johannes Aventinus führt im frühen 16. Jahrhundert zur Lage der Quelle des Flusses Abens aus: „… entspringt Gegen mitternacht bey einem dorff haißt Haller unnd Hollerthaw.“ Zwei Kilometer südlich der Abensquelle, zwischen den Dörfern Holzhausen und Hirschbach südöstlich von Schweitenkirchen, befindet sich ein drei Kilometer langer Mischwald, der auch heute noch die Flurbezeichnung „Holledau“ trägt. Philipp Apian gibt zu diesem Waldstück in seinen Landtafeln von 1566 unter dem Stichwort Hirschbach folgende Erklärung ab: „… der sich von dort gegen Osten nach Norden erstreckende Wald heißt Hallerthaw. Davon erhält fast der ganze Landstrich bis hin zur Ilm den gleichen Namen; er ist ganz voll von Hügeln und Wäldern.“
Die offizielle Schreibweise stammt erst aus dem Jahr 1926, als der Name der Ortschaft Au von „Au bei Freising“ in „Au in der Hallertau“ umgeändert wurde.
Wohl eher ins Reich der Legenden gehört die mündlich tradierte Geschichte, dass ein Fürst, als er in der Schlacht von Gammelsdorf (1313) in Bedrängnis kam, mit den Worten „Hol’ Er d’ Auer“ um Hilfe schickte, woraus sich dann der Name Hallertau für die Region um Au entwickelt haben soll.

## Hopfenanbau

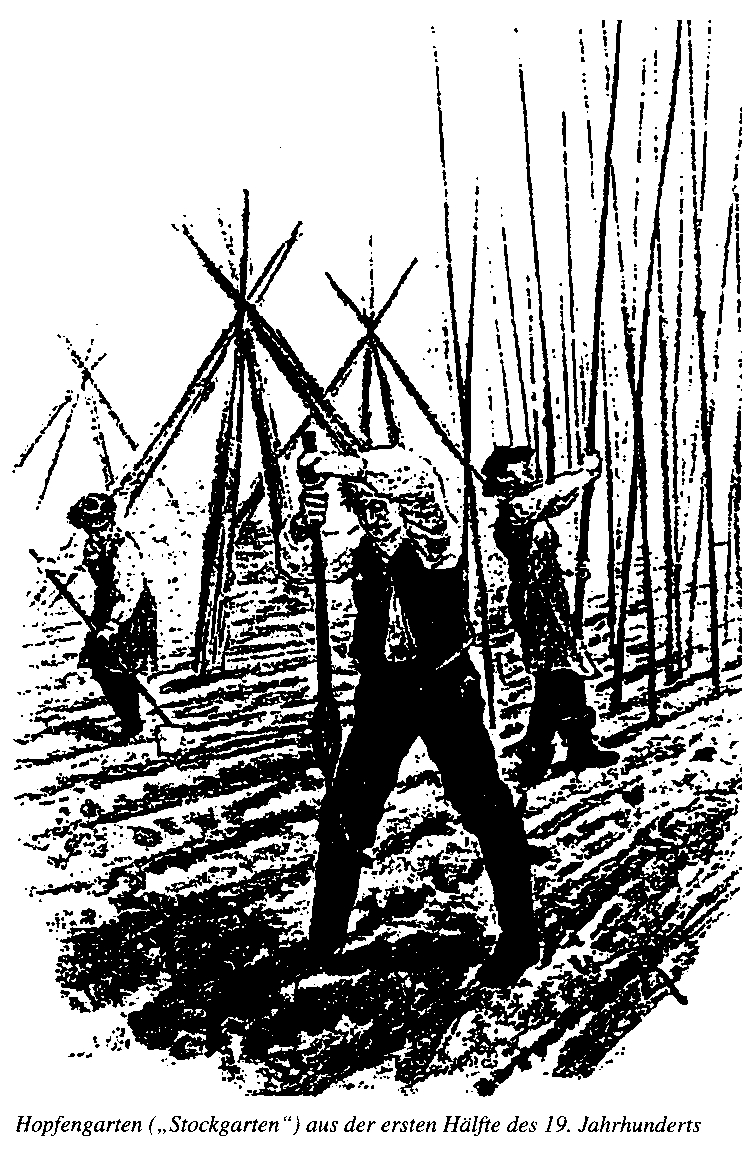
Stockgarten Anfang 19. Jahrhundert

Hopfenernte um 1900

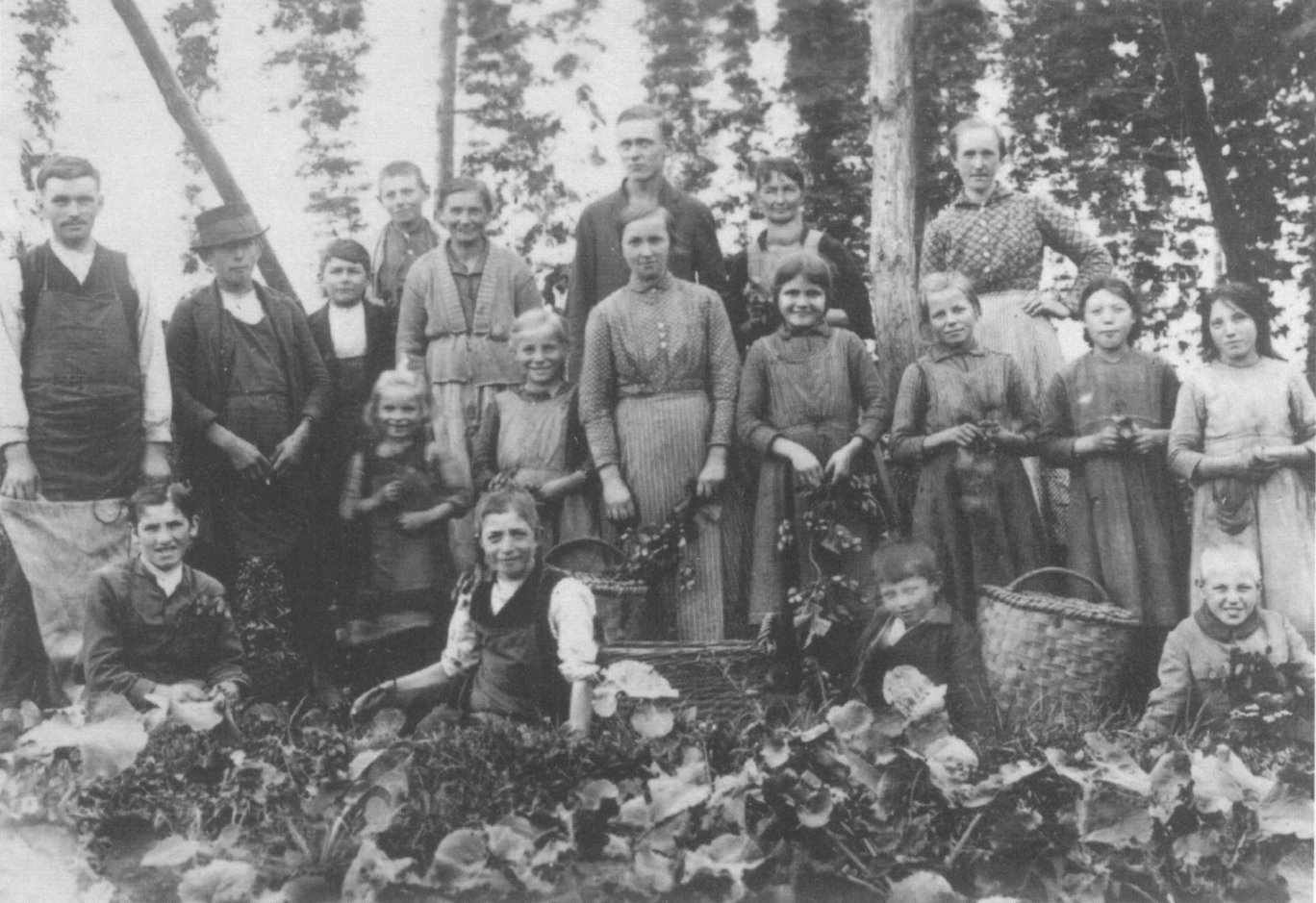
Hopfenzupfer, ca. 1930

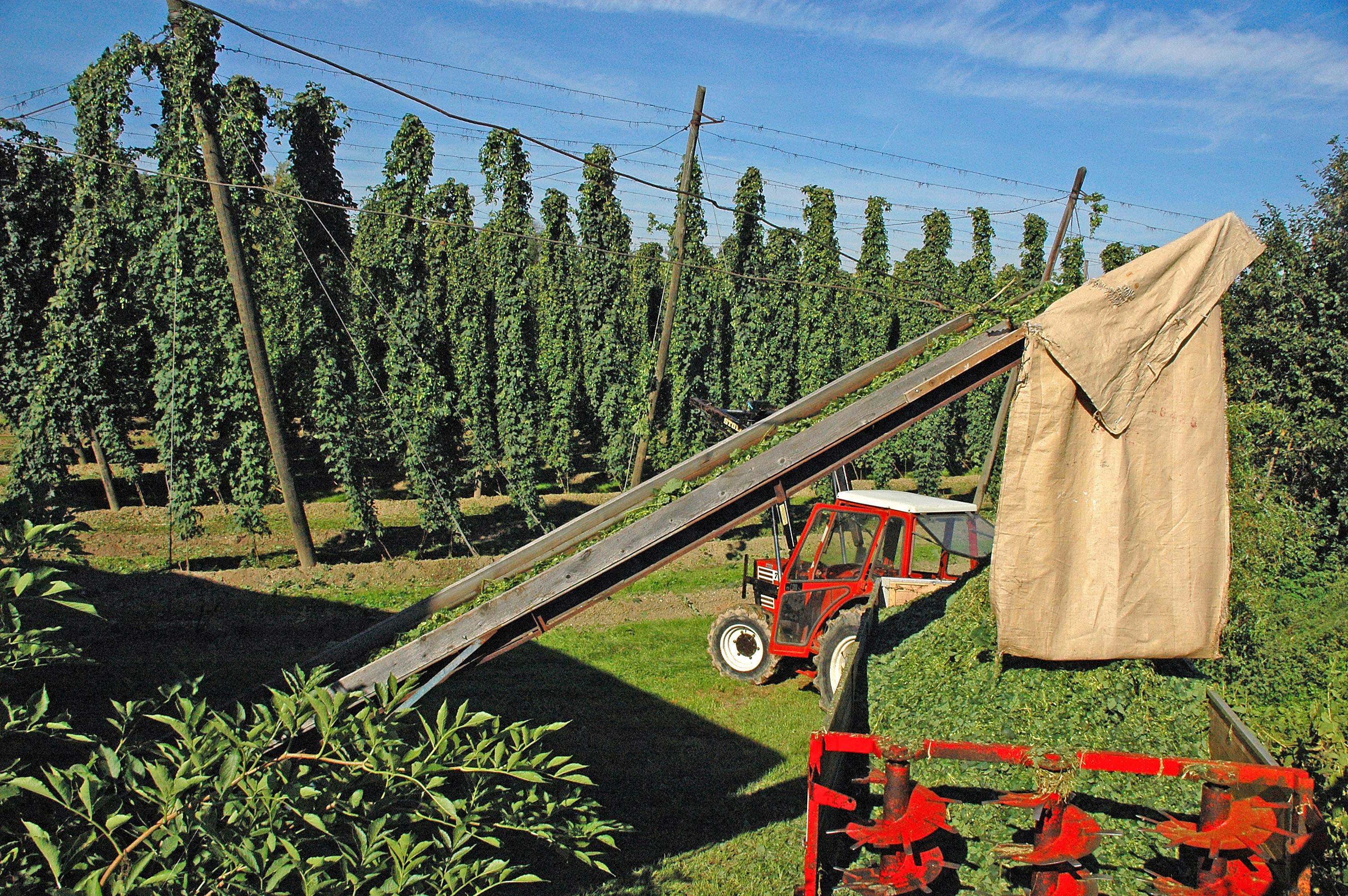
Hopfenernte

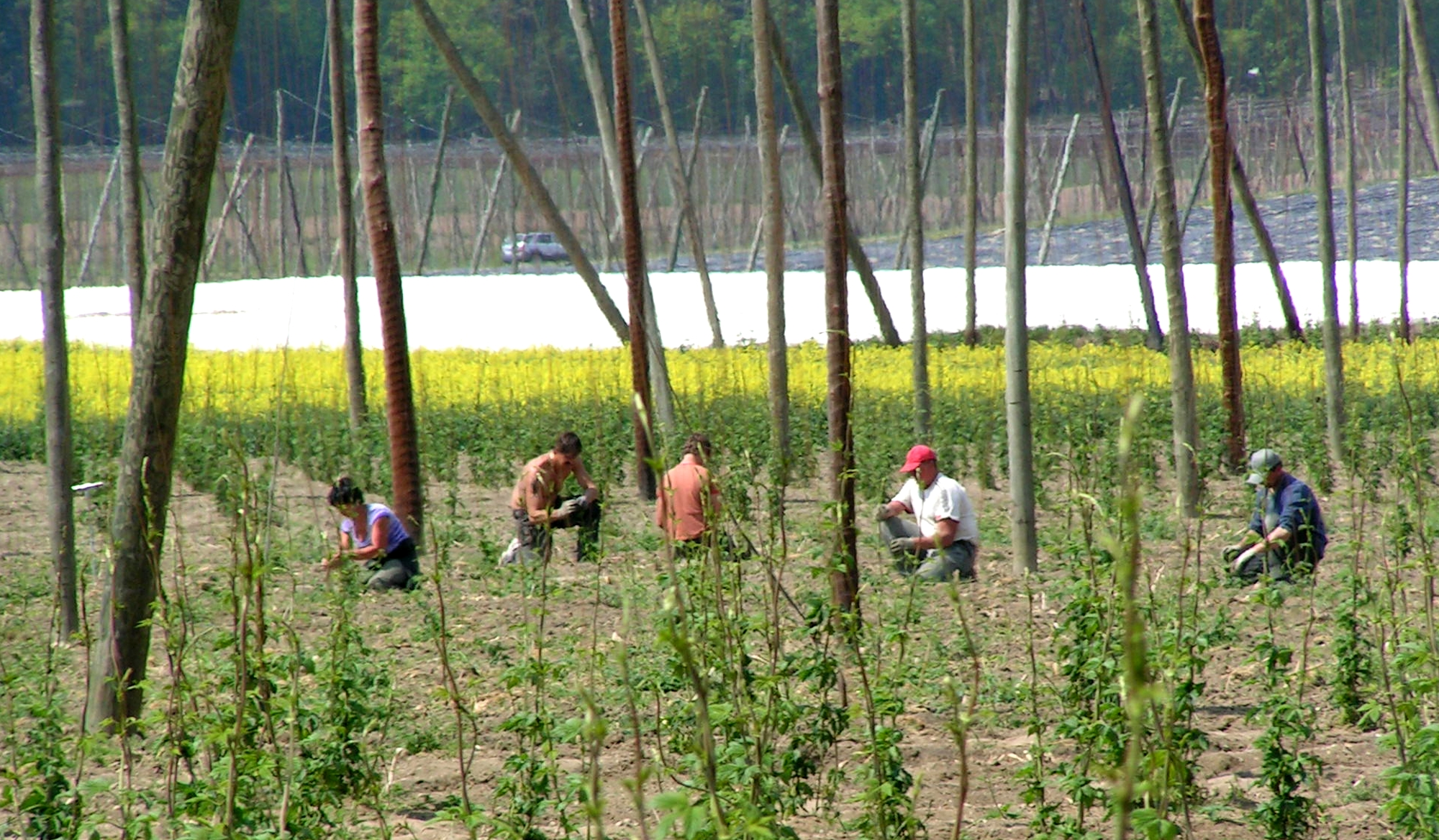
„Hopfenausputzen“ im Frühjahr

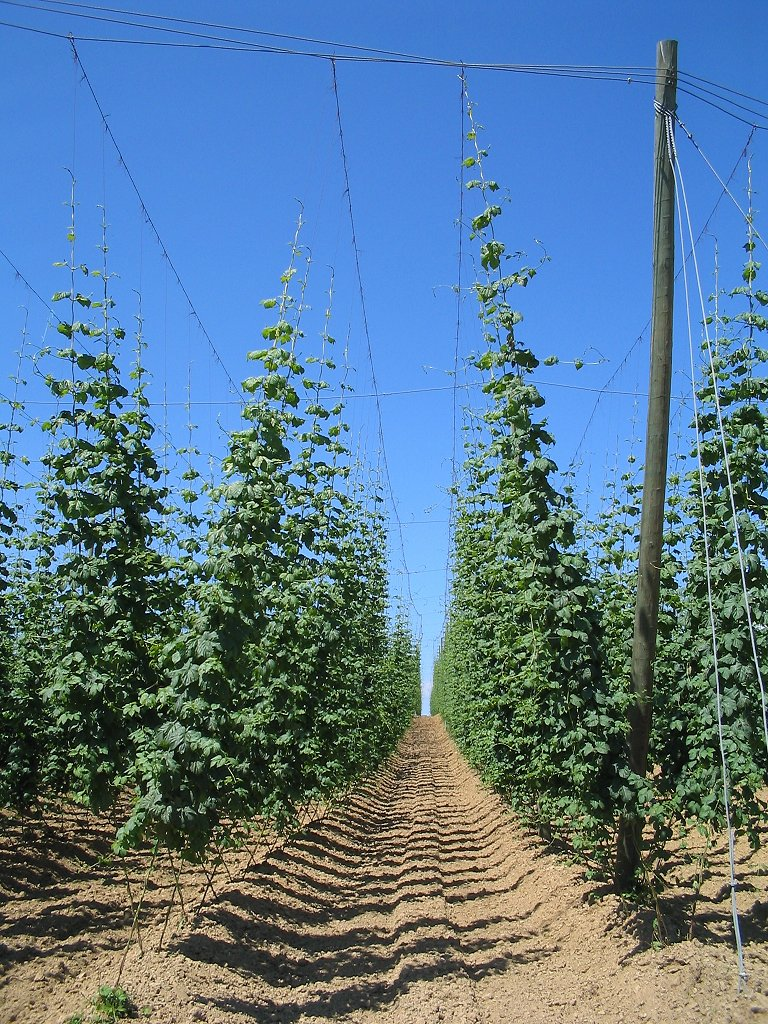
Hopfengarten Mitte Juni

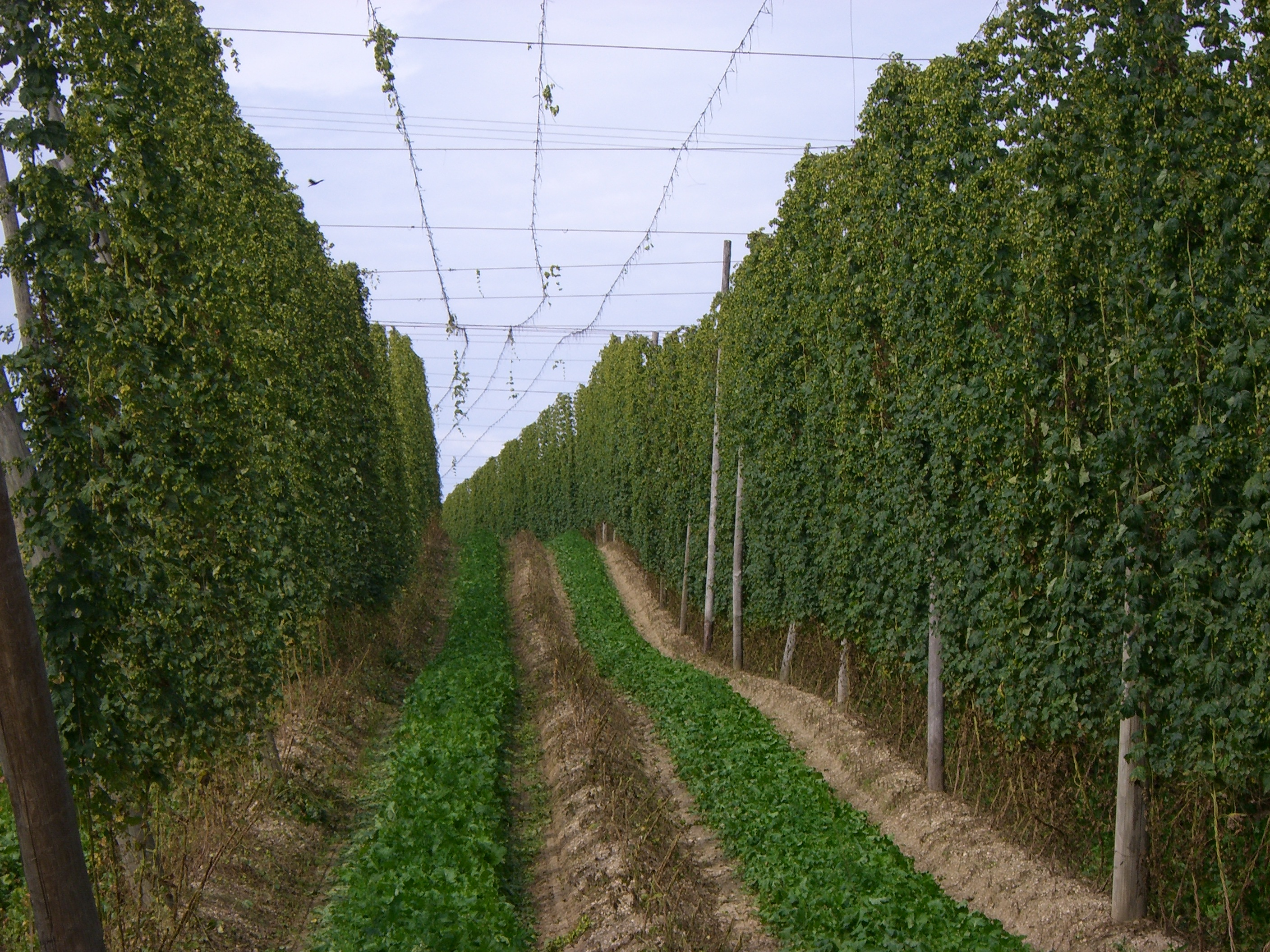
Hallertauer Hopfengarten während der Ernte

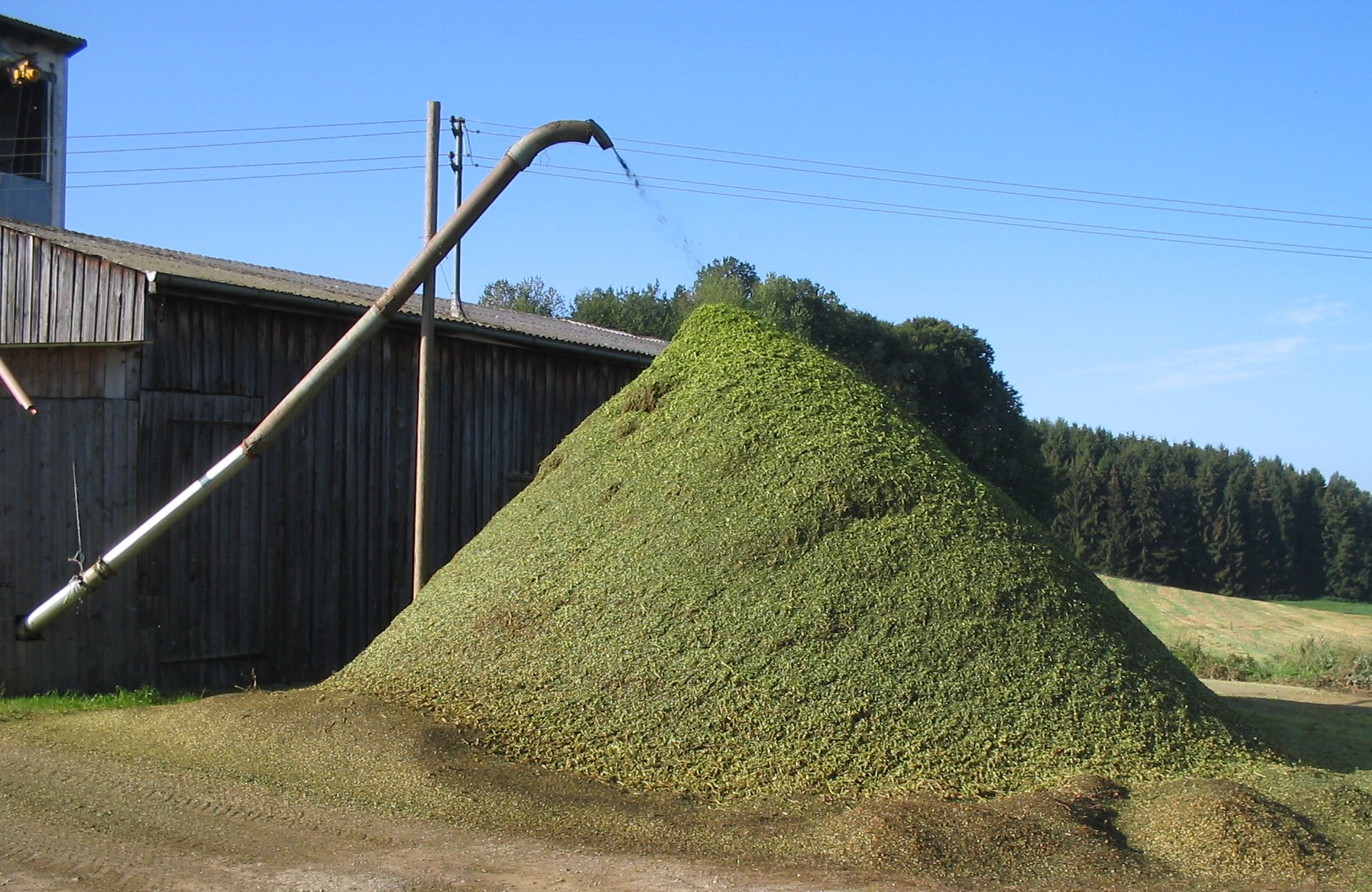
Häckselabfall bei der Hopfenernte

### Geschichte
Der Hopfenanbau in der Region ist seit dem 8. Jahrhundert belegt. Die Orte Geisenfeld und Gründl bei Nandlstadt beanspruchen beide, das Ursprungsgebiet des Anbaus zu sein. Im Jahre 736 sollen kriegsgefangene Wenden – ein slawischer Volksstamm – auf Geisenfelder Boden den ersten Hallertauer Hopfengarten angelegt haben. Bis Anfang des 19. Jahrhunderts war die Region um Spalt bei Nürnberg das Hauptanbaugebiet in der Region. Erst nach der Bauernbefreiung waren ab 1848 die Voraussetzungen für eine Produktionssteigerung in der Hallertau erfüllt; so stieg der Ertrag von 1.500 Zentner 1815 auf über 75.000 Zentner 1865. Seit 1912 ist die Hallertau das größte Anbaugebiet in Deutschland.

### Rationalisierung
Um die Ernte haltbar zu machen, wurden die Dolden auf so genannten „Horden“, auch „Reuter“ genannt, zur Trocknung an der Luft aufgeschichtet. Ende des 19. Jahrhunderts entwickelte der Wolnzacher Zimmerer Max Eder eine zweistöckige Darre. Der unten befeuerte Ofen erwärmte eine Heizrohrspirale, die die obenliegenden Dolden trocknete.
Bis Anfang des 20. Jahrhunderts wuchs jede einzelne Rebe an einer Holzstange als Kletterhilfe nach oben. Kurz vor dem Ersten Weltkrieg erfolgte die Umstellung der Hopfengärten auf Drahtgerüstsysteme, die um 1930 in der Hallertau abgeschlossen war.
Um die Dolden von den Reben abzutrennen, kamen in Spitzenzeiten bis zu 200.000 so genannte „Hopfenzupfer“ aus den strukturschwachen Gebieten der Oberpfalz, dem Bayerischen Wald und dem Donaumoos um Ingolstadt in die Hallertau. Als in der Zeit des Wirtschaftswachstums die Arbeitskräfte rar wurden, erfolgte ab den 1950er Jahren die Einführung von mechanischen Pflückmaschinen. Die erste Maschine wurde 1955 aus England importiert, später baute die Firma Wolf in Geisenfeld Pflückmaschinen. Seit 1967 wird der Hopfen komplett maschinell geerntet.
Heute wird der Anbau von Hopfen nahezu ausschließlich von Familienbetrieben bewerkstelligt. Lediglich in der Wachstumsphase zum Ausschneiden und „Anleiten“ und während der Ernte werden einige Helfer zumeist aus Osteuropa beschäftigt.

### Entwicklung
Das Hopfenanbaugebiet erstreckt sich zu 37 % über den Landkreis Pfaffenhofen, 37 % über den Landkreis Kelheim, zu 13 % über den Landkreis Freising sowie zu 8 % über den Landkreis Landshut (Stand September 2004). Diese vier Landkreise haben sich im Jahr 2005 zur Förderung des Tourismus in der Hallertau zur Arbeitsgemeinschaft „Hopfenland Hallertau“ zusammengeschlossen. 4 % der Anbauflächen liegen im Landkreis Eichstätt, 0,3 % im Landkreis Neuburg-Schrobenhausen und 0,7 % entfallen auf die Stadt Hersbruck.
Die Zahl der Pflanzerbetriebe weist seit Beginn der 1990er-Jahre wegen des gesunkenen Durchschnittspreises für Hopfen und der daraus resultierenden geringeren Rentabilität von Hopfenanbau im Nebenerwerb stark fallende Tendenz auf. Auch die bewirtschaftete Hopfenfläche in der Region ging in diesem Zeitraum um etwa 4.000 Hektar zurück. Zwei Drittel des geernteten Hopfens werden exportiert.
Mit 14.200 Hektar, die von 1.251 Pflanzerbetrieben bewirtschaftet werden (Stand September 2006), ist die in 14 Siegelbezirke unterteilte Hallertau das größte zusammenhängende Hopfenanbaugebiet der Welt. Hier werden ca. 85,4 % des deutschen Hopfens erzeugt, der Anteil am Weltmarkt liegt bei etwa 31,5 % (Stand 2005).
Entwicklung der Anzahl der Anbaubetriebe und -flächen in der Hallertau:
| Jahr | Betriebe | Flächen  |
| ---- | -------- | -------- |
| 1950 | ~ 15.000 | ~ 7.000  |
| 1960 | 7.818    | ~ 8.000  |
| 1996 | 2.270    | ~ 17.800 |
| 1999 | 1.930    | 14.652   |
| 2001 | 1.630    | 15.510   |
| 2006 | 1.251    | 14.221   |
| 2009 | 1.197    | 15.485   |
| 2016 | 931      | 15.510   |

### Siegelbezirke
Um die Qualität des Hopfens zu sichern, werden die Hopfenballen versiegelt und zertifiziert. Die erste Siegel- und Waagstelle entstand 1834 in Wolnzach.
| Landkreis Pfaffenhofen an der Ilm - Geisenfeld - Hohenwart - Pfaffenhofen an der Ilm - Wolnzach | Landkreis Kelheim - Abensberg - Langquaid - Mainburg - Neustadt an der Donau - Siegenburg |
| Landkreis Freising - Au in der Hallertau - Nandlstadt                                           | Landkreis Landshut - Pfeffenhausen - Rottenburg an der Laaber                             |

Das Anbaugebiet Altmannstein im Landkreis Eichstätt wurde 1992 der Hallertau angegliedert.
Hersbruck im Nürnberger Land wird seit 2004 als 15. Siegelbezirk zugerechnet; geografisch liegt es allerdings nicht in der Holledau.

## Spargelanbau
Neben dem Hopfen, der praktisch in der gesamten Hallertau produziert wird, ist in einigen Regionen auch der Anbau von Spargel von großer Bedeutung. Die wichtigsten Anbaugebiete liegen rund um Abensberg, Schrobenhausen und Pörnbach.

## Kultur und Sehenswürdigkeiten

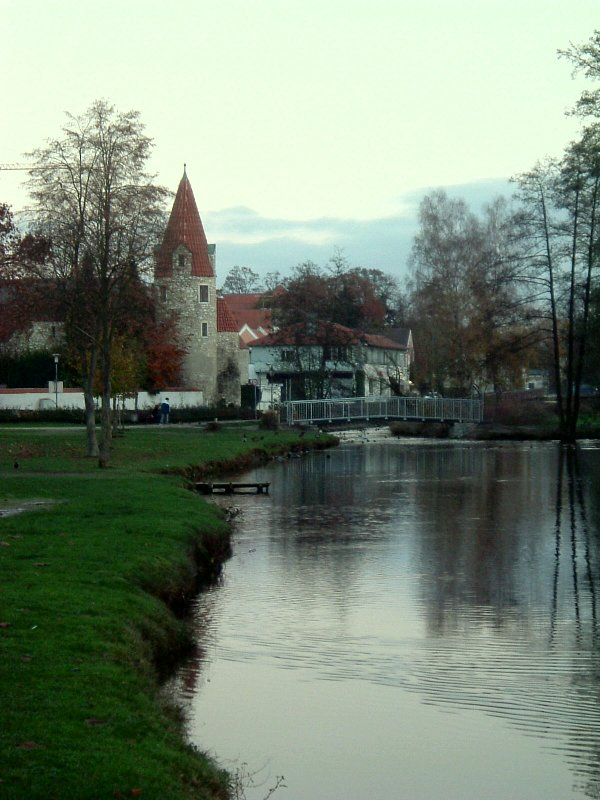
Maderturm in Abensberg

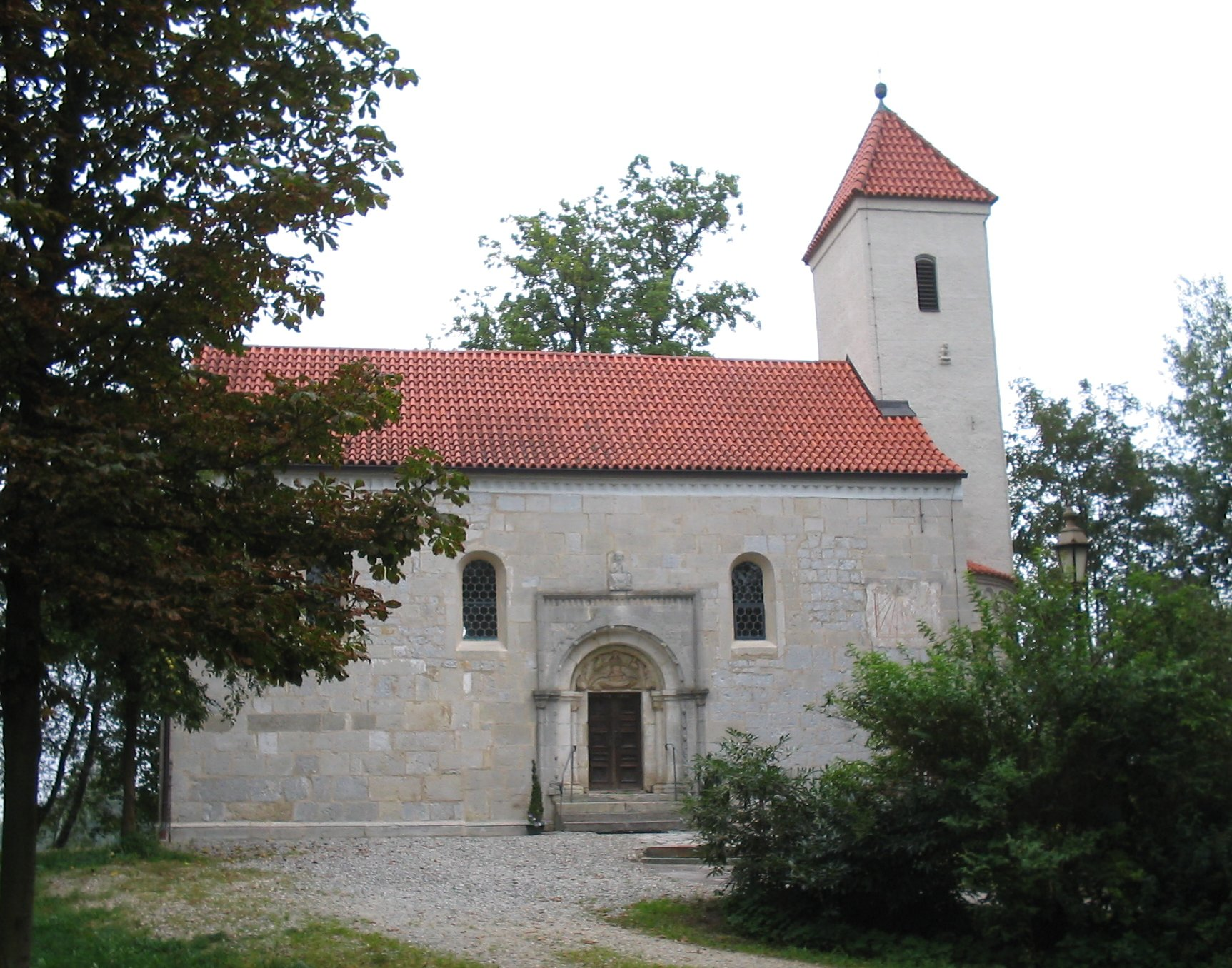
St. Ulrich in Ainau

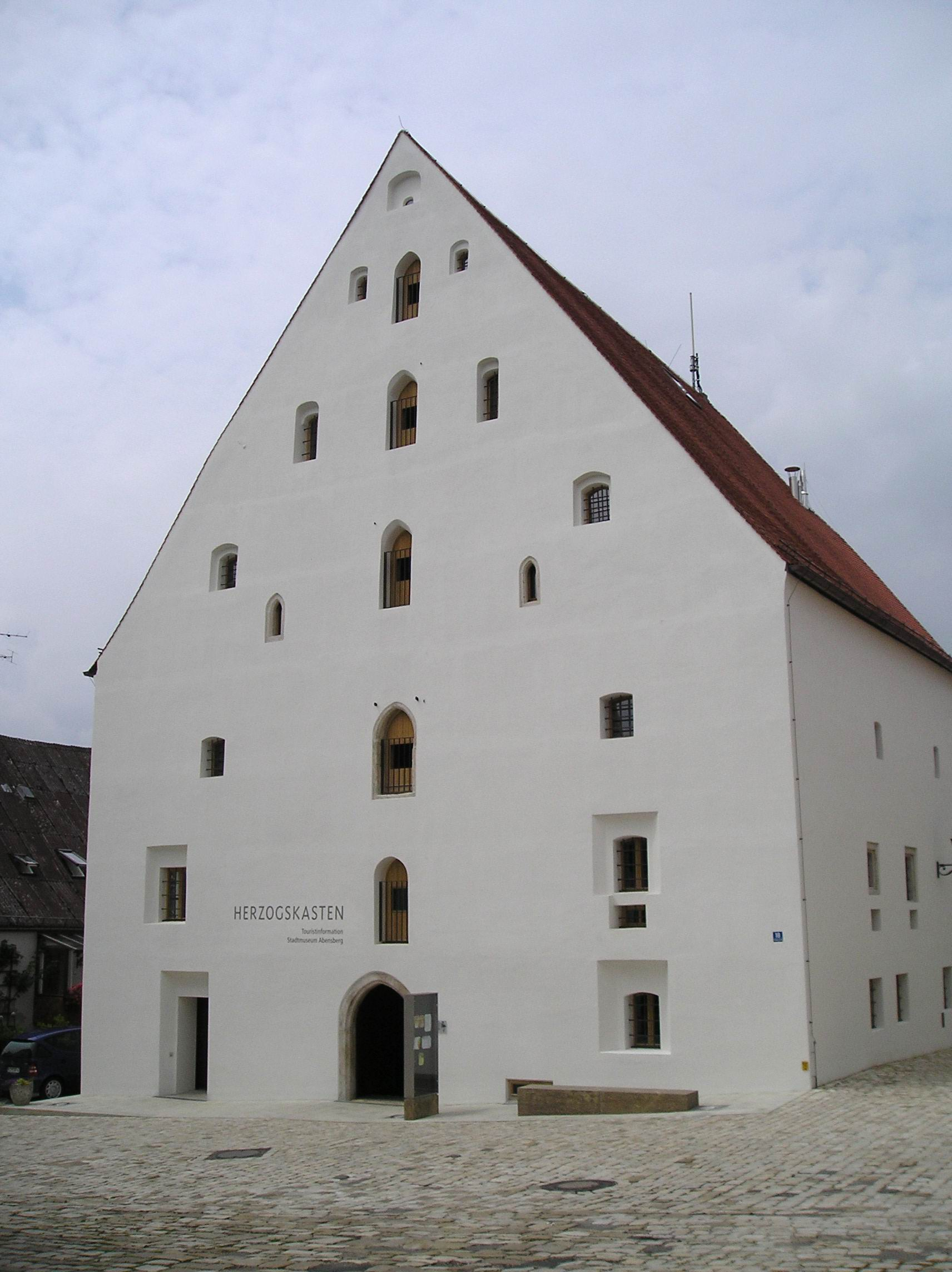
Herzogskasten in Abensberg

### Bauwerke
Eine Vielzahl von Sehenswürdigkeiten ist im Gebiet der Hallertau zu finden. Ein Glanzlicht darunter ist wohl das Kloster Scheyern, hervorgegangen aus der ehemaligen Stammburg der Grafen von Scheyern. Das Wahrzeichen von Pfaffenhofen an der Ilm ist die Stadtpfarrkirche, deren 77,7 Meter hoher, sich verjüngender Turm das Ortsbild überragt. Südlich der Kreisstadt steht auf einem Hügel die imposante ehemalige Kollegiatstiftskirche St. Arsatius von Ilmmünster.
In einem weitläufigen englischen Park liegt das Wasserschloss Reichertshausen. Das Rohrbacher Schloss bildet mit der historischen Wehrkirche und der alten Tafernwirtschaft ein sehenswertes Ensemble. Auf einer Anhöhe über dem Ort dominiert die moderne Basilika Verklärung Christi auf dem Berge des Architekten von Branca. Jeweils zwei Kilometer von Rohrbach entfernt liegen die Wallfahrtskirchen Sankt Kastl und Lohwinden, Kleinode der Gotik und des Barock. Eine bauliche Besonderheit ist die Stadtpfarrkirche (ehemalige Klosterkirche) von Geisenfeld, deren Südturm im Stil der Renaissance auf das Doppelte erhöht wurde.
Die Abensberger Altstadt ist nahezu unversehrt erhalten. Im Herzogskasten wurde im Jahre 2006 das neue Stadtmuseum eröffnet, das bis dahin den Namen Aventinusmuseum trug und über dem Kreuzgang des Karmelitenklosters untergebracht war. Am Rande der Abensberger Altstadt befindet sich der 2010 eröffnete, von Friedensreich Hundertwasser entworfene Kuchlbauer-Turm. Im Ortsteil Allersdorf steht die barocke Wallfahrtskirche Mariä Himmelfahrt. Beim Neustädter Ortsteil Eining sind die Überreste der Abusina zu finden, eine ehemalige römische Wehranlage. Im äußersten Norden der Hallertau befindet sich am Donaudurchbruch die Benediktinerabtei Kloster Weltenburg mit der Asamkirche. Auch im Landkreis Kelheim liegt das Kloster Rohr, ebenfalls mit einer Asamkirche. Das Wahrzeichen Mainburgs ist die Salvatorkirche St. Peter und Paul des Paulinerklosters auf dem Salvatorberg.
In Nandlstadt im Landkreis Freising besitzt das Rathaus von 1881 ein neugotisches Zinnentürmchen. In Hörgertshausen befindet sich neben der Pfarrkirche Jakobus der Ältere die Wallfahrtskirche Sankt Alban. In Au in der Hallertau steht neben dem Wasserschloss der Familie Beck von Peccoz die Schlossbrauerei.
Gleich bei drei Kirchen blieb das romanische Aussehen nahezu unverändert erhalten: St. Ulrich in Ainau, St. Petrus in Griesbach und die Turmkirche in Gasseltshausen bei Aiglsbach.
In Siegenburg im Landkreis Kelheim thront hoch über dem Marienplatz die Kirche St. Nikolaus. Sie wird weithin als „Dom der Hallertau“ bezeichnet.

### Museen
- Das Deutsche Hopfenmuseum im Wolnzacher Zentrum der Hallertau wurde 2002 eröffnet. Die Ausstellungen behandeln neben der regionalen Hopfengeschichte auch die Entwicklung in den anderen deutschen Anbaugebieten.
- Ebenfalls in Wolnzach befindet sich das Museum Kulturgeschichte der Hand. Seit 1996 zeigt die Ausstellung Exponate zu den Themen Anatomie, Gebärden und Symbolik.
- Im Stadtmuseum Mainburg befindet sich das einzige Hopfenmuseum Niederbayerns.[12] Im 1912 gegründeten Museum widmet sich eine Abteilung der Geschichte der Kultivierung des grünen Goldes der Hallertau. Geräte, Werkzeuge und Maschinen erzählen von den Anstrengungen, Erfindungen und Fertigkeiten im Hopfenanbau aus vergangenen Tagen, welcher Aufwand für die Hopfenbauern vor der Technisierung mit dem Anbau und der Ernte des Hopfens verbunden war.

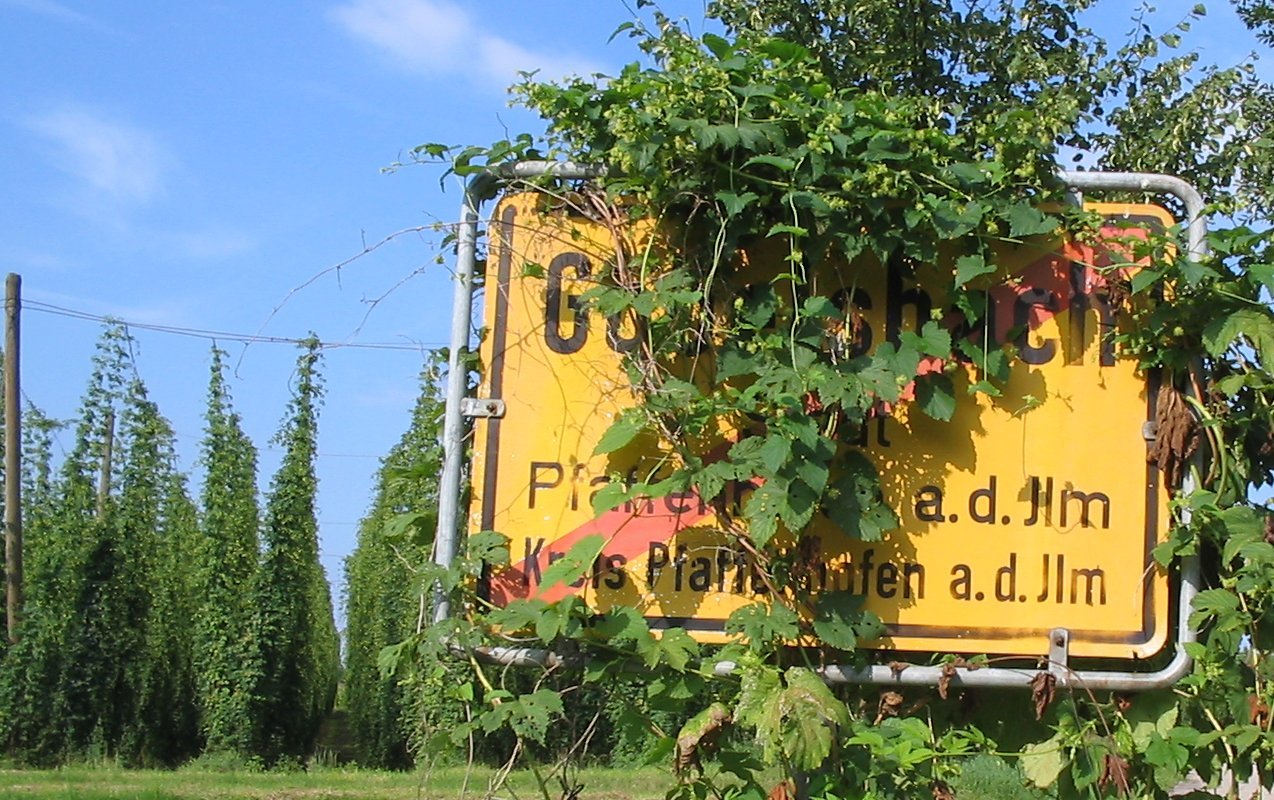
Ortsschild mit Hopfenranke

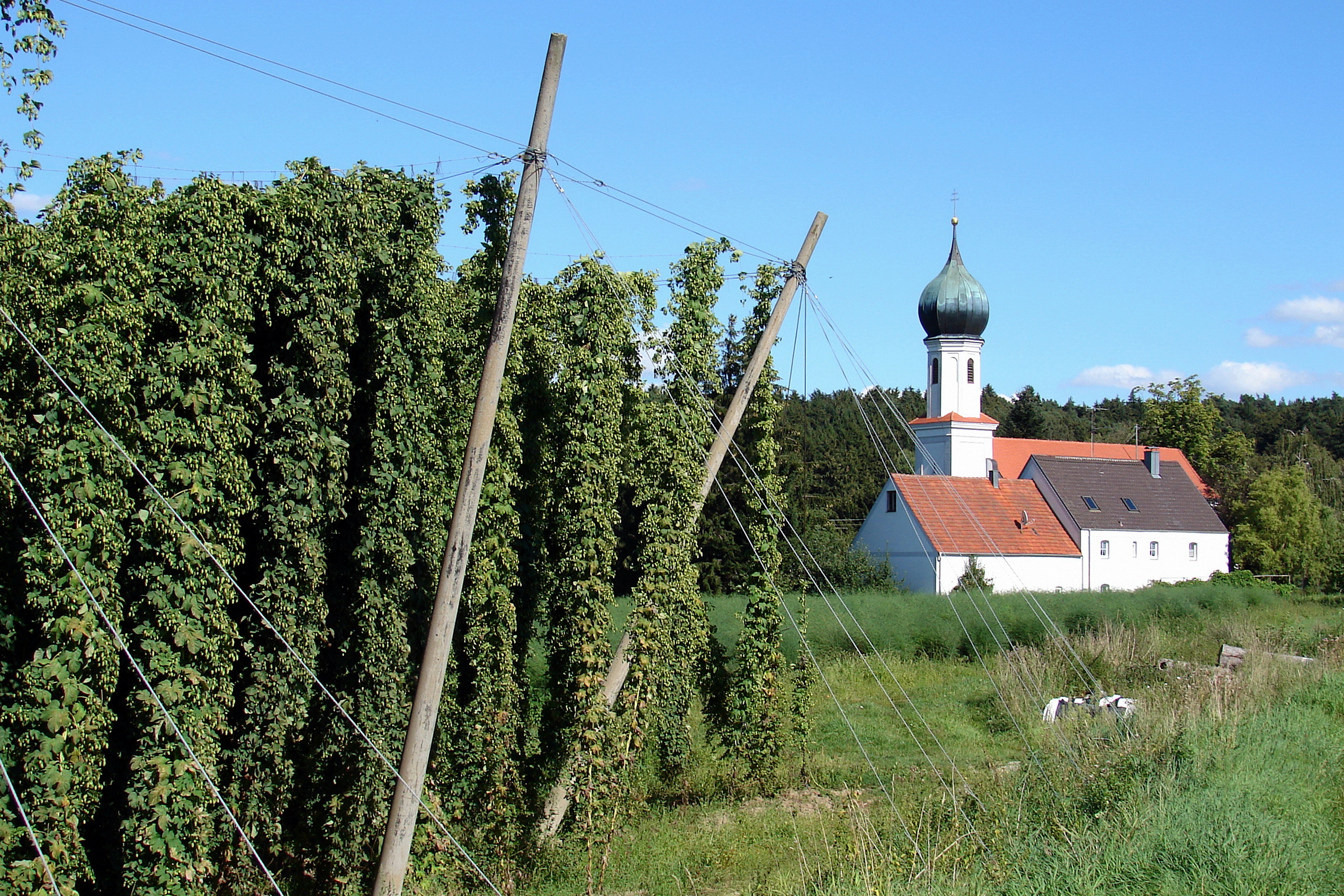
Lohwinden im Herzen der Hallertau

- Im Hallertauer Hopfen- und Heimatmuseum in Geisenfeld und im Heimatmuseum Hörgertshausen wird ein Überblick über die Geschichte des örtlichen Hopfenanbaus gegeben und religiöse Volkskunst und landwirtschaftliche Geräte gezeigt.
- Das Stadtmuseum Abensberg im Herzogskasten zeigt die Entwicklung der Stadt in wirtschaftlicher, sozialer, kultureller und religiöser Hinsicht und beschreibt das Leben verschiedener bedeutender Söhne der Stadt, allen voran das des bayerischen Geschichtsschreibers Johannes Aventinus.
- In Pfaffenhofen ist im Torturm am „Platzl“ dem Schriftsteller Joseph Maria Lutz ein Dichtermuseum gewidmet. Am Hauptplatz zeugt das Lebzelterei- und Wachsziehermuseum von vergangenen Berufen.
- Das Museum im Mesnerhaus in Pfaffenhofen a. d. Ilm birgt eine reiche Sammlung religiöser Gegenstände aus Kirchen und Bürgerhäusern, wie Heiligenfiguren, Klosterarbeiten, Fatschenkindl, Votivgaben oder Totenbretter. Im Erdgeschoss findet der Besucher einen Abriss der Geschichte der Kreisstadt Pfaffenhofen.[13] Dem Museum im Mesnerhaus in Pfaffenhofen ist ein Museumsdepot angegliedert.[14] Es ist im Ortsteil Heißmanning im Thalmeier-Hof untergebracht. Dort haben der Landkreis und die Stadt Pfaffenhofen eine umfangreiche Sammlung alter Geräte und Fahrzeuge aus Landwirtschaft und Handwerk zusammengetragen, z. B. eine Schusterwerkstatt, Schmiede, Seilerei, Hutmacherei.
- Die vermutlich einzige Kur- und Badeanlage der Römer in Bayern ist unter der säkularisierten St.-Andreas-Kirche in Bad Gögging zu besichtigen.

## Brauchtum

### Tracht

Hochzeit, 1907

Die Holledauer Tracht wird erstmals um 1800 vom Landesdirektionsrat Joseph von Hazzi beschrieben. Das Gewand der Männer bestand demnach aus einer schwarzen Leinen- oder Wollhose mit blauen Strümpfen. Dazu wurden eine rote Weste und ein schwarzer oder blauer langer Rock (Mantel) getragen. Neben großen Silberknöpfen waren die so genannten Faltenstiefel (Ziehharmonikabalg) ein Merkmal der Tracht. Frauen hatten gepolsterte Röcke und ein enges Mieder, darüber eine kurze Jacke. Verheiratete Frauen trugen eine Otter-Mütze, unverheiratete blaue Stoffhauben.

### Musik
Der Titel des Hallertauer Lieds lautet „Mia san Holledauer“. Musikhistoriker datieren es auf etwa 1790. Ein zweites Lied ist das so genannte „Holledauer Schimmellied“ von etwa 1750. Ein ebenfalls sehr bekanntes Lied in der Hallertau ist das „Holledauer Liad“. In 5, bisweilen auch 6 Strophen werden Heimatliebe, Glaube und Kultur auch auf eine humorvolle Art und Weise besungen. In der 6. Strophe, die jedoch nicht immer bzw. nicht überall gesungen wird, wird der Autor des Liedes besungen und gelobt. 1920 komponierte Erhard Kutschenreuter das Singspiel Der Holledauer Fidel.
Bekannt ist die seit 1948 bestehende Gruppe „Dellnhauser Musikanten“, die unter anderem auf dem Münchener Oktoberfest spielten.

## Veranstaltungen

### Märkte und Feste
Traditionell veranstaltet nahezu jede Stadt, jeder Markt und jede Gemeinde ein Volksfest. Drei Märkte haben jedoch eine Jahrhunderte dauernde Tradition:
- Der Gillamoos in Abensberg wird „das Fest der Hallertau“ genannt und ist einer der ältesten Märkte Bayerns. Der fünftägige Markt mit markigen Reden prominenter deutscher Politiker findet am Wochenende um den ersten Sonntag im September statt.
- Der viertägige Gallimarkt in Mainburg wird am zweiten Oktoberwochenende durchgeführt. Das Marktrecht wurde Mainburg im Jahr 1397 vom Herzog von Bayern-München verliehen.
- Der Albiganer Markt in Sankt Alban war die wichtigste Wallfahrt in der Hallertau mit ihrem, am 5. Sonntag nach Ostern und dem am Folgetag stattfindenden, Personal- und Tiermarkt der bis ins 12. Jahrhundert zurückreicht und noch heute stattfindet[15].

Eine Besonderheit ist der Hellring, eine Dult im Gemeindebereich von Langquaid. Die ansässigen Höfe haben während einer Wallfahrt Anfang Oktober für fünf Tage ein seltenes Schankrecht.

### Gastronomische Wochen
Über die gesamte Holledau verteilt beteiligen sich viele Gastronomiebetriebe an Aktionswochen für saisonale Produkte:
- Hallertauer Hopfenspargelwochen: Mitte März bis Ende April – die jungen, noch weißen Triebe des Hopfens gelten als Delikatesse;
- Hallertauer Spargelwochen: Ende April bis 24. Juni;
- Hallertauer Hopfenwochen: Anfang August bis Mitte September;
- Hallertauer Wildwochen: Mitte Oktober bis Mitte November.

## Persönlichkeiten
Der Chronist und Wegbereiter der klassischen Philologie Johannes Aventinus wurde in Abensberg geboren; ebenso der Reformator Stephan Agricola und der Bildhauer Sebastian Osterrieder. Der Dekan der medizinischen Lehrstuhls der Universität Ingolstadt und Leibarzt von Maximilian III. Joseph von Bayern Philipp Fischer wurde 1744 in Hörgertshausen geboren. Der Rokoko-Maler Christoph Thomas Scheffler stammt aus Mainburg, der bedeutendste Bildhauer des Rokoko, Ignaz Günther, wurde in Altmannstein geboren.
Der Schriftsteller Joseph Maria Lutz ist ein Sohn der Stadt Pfaffenhofen, ebenso der Schriftsteller Steffen Kopetzky. Der Kunstmaler und Unternehmer Claus Hipp leitet die Firma Hipp und lebt bei Pfaffenhofen. Der Germanist und Sprachforscher Johann Andreas Schmeller verbrachte die Kinder- und Jugendjahre in Rinnberg bei Rohrbach.
Der Volkssänger Roider Jackl wurde in Weihmichl geboren und arbeitete bis zu seinem Ruhestand im Forstamt Freising. Im Rohrbacher Ortsteil Fahlenbach wurde der Volksschauspieler Josef Thalmaier geboren. Der Komponist Erhard Kutschenreuter wirkte in Rudelzhausen, wo er zu seinem bekanntesten Stück, dem Holldedauer Fidel, inspiriert wurde.

## Sonstiges

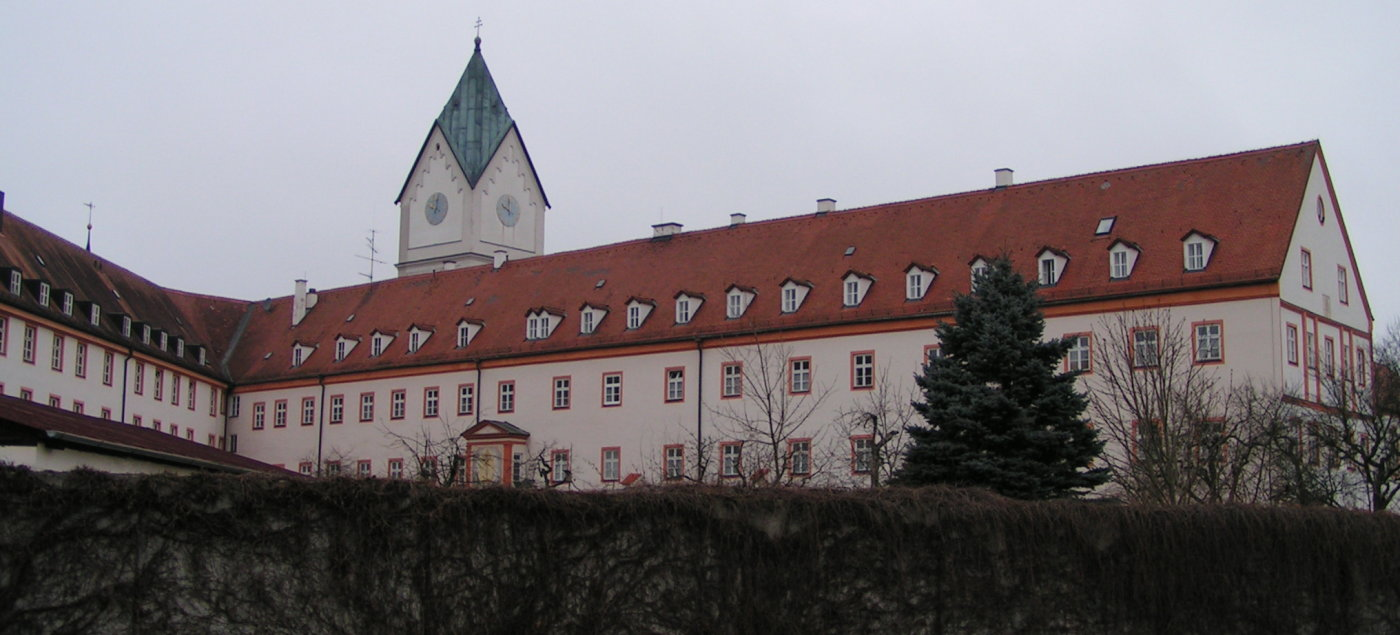
Kloster Scheyern

Das Autobahndreieck der A 9 mit der A 93 trägt nach der Region den Namen Holledau, ebenso wie die zwei Kilometer südlich gelegene Autobahnraststätte. Die Raststätte Holledau wurde 1938 als erste in Bayern eröffnet und zählt zu den drei ältesten in Deutschland.
Am 23. Juni 2006 erhielt die Deutsche Hopfenstraße entlang der B 301 offiziell ihren Namen (inoffiziell war die Bezeichnung schon länger in Gebrauch). Ebenfalls führt die Bayerische Bierstraße von Ingolstadt ausgehend bis nach Kelheim durch die Hallertau.
Von Rohrbach führte die Hallertauer Lokalbahn über Wolnzach nach Mainburg durch die Hallertau. Von dieser ging in Enzelhausen eine Zweigstrecke nach Langenbach ab. Ebenfalls von Rohrbach aus verlief eine Bahnstrecke nach Geisenfeld. Von Landshut existierte eine Bahn nach Rottenburg. Bis auf kurze Teile für den Güterverkehr auf der Hallertauer Lokalbahn sind diese Strecken stillgelegt und größtenteils rückgebaut. Hinter dem Gleisende beim Wolnzacher Ortsteil Jebertshausen beginnt ein Radweg, der großteils auf der ehemaligen Strecke verlaufend durch die Hallertau führt.

## Fernsehdokumentationen
- 2003 – Damals … Hopfenernte in der Hallertau, BR-Dokumentation von Sybille Krafft
- 2009 – La Vita: Die Holledau, BR und 3sat